# Martin Wolff
Martin Wolff (19 de mayo de 1852, Berlín - 6 de octubre de 1919, ibíd.) fue un escultor alemán.

## Biografía
Era el único hijo del escultor Albert Wolff de Mecklemburgo-Strelitz. De 1871 a 1875, estudió en la Academia de Arte Prusiana a las órdenes de Eduard Daege, y después realizó viajes de estudios a Viena e Italia. Su formación se completó en el estudio de su padre. En 1880, su grupo de figuras "Theseus Finden die Waffen Seines Vaters" (Teseo hallando las armas de su padre) le proporcionó una beca en París. De 1882 a 1883 estuvo en Roma y fundó su propio estudio a su retorno a Berlín. Finales de la década de 1890 probó ser una periodo difícil para los artistas y sus tensiones financieras solo se aliviaron cuando recibió una comisión para trabajar en el proyecto del Kaiser de la Siegesallee (Avenida de la Victoria), posiblemente sobre la base de la reputación de su padre. Su trabajo le mereció la Orden de la Corona, cuarta clase. Aunque tuvo mucho éxito a partir de entonces, nunca creció más allá del estilo académico que le enseñó su padre. 

## Obras destacadas
- 1889-1898: Monumentos de bustos para personalidades notables que contribuyeron a la medicina y la salud pública, en la Charité, Berlín: Heinrich Adolf von Bardeleben (1889), Eduard Heinrich Henoch (1890), Gustav Mehlhausen (1893),  Ludwig Traube (1895) y Bernhard Spinola (1898). Debido a que Henoch, Traube y Spinola eran judíos, sus bustos fueron fundidos en 1940. Sus bustos han sido remplazados desde entonces con árboles memoriales.
- 1893: Monumento a Fritz Reuter, Neubrandenburg, creado con la asistencia de Wilhelm Wandschneider
- 1899: "Denkmal 1870/71" (Monumento a la Guerra franco-prusiana), "Viktoria mit sterbendem Krieger" (Victoria con un guerrero muriéndose), grupo de figuras de bronce. Neustrelitz, Bahnhofsplatz;  destruido en la II Guerra Mundial.
- 1901: Grupo 21 de la Siegesallee, consistente en el Elector Juan Jorge de Brandeburgo, como figura central; flanqueado por el Conde Rochus zu Lynar (1525-1596), ingeniero militar quien construyó la Ciudadela de Spandau; y Lampert Distelmayer (1522-1588), Canciller del Margraviato de Brandeburgo.
- 1906 Friedrich Ludwig Jahn, busto, Weißwasser, Jahn-Park.
- 1909 Gran Duque Federico Guillermo de Mecklemburgo-Strelitz, estatua de bronce, Neustrelitz, Paradeplatz; destruida en 1944.
- 1911: Elector Joaquín II Héctor de Brandeburgo, estatua de bronce, Palacio Real de Berlín; desaparecida y presumiblemente destruida.
- 1912: Gaspar II de Coligny, estatua de bronce, Wilhelmshaven.

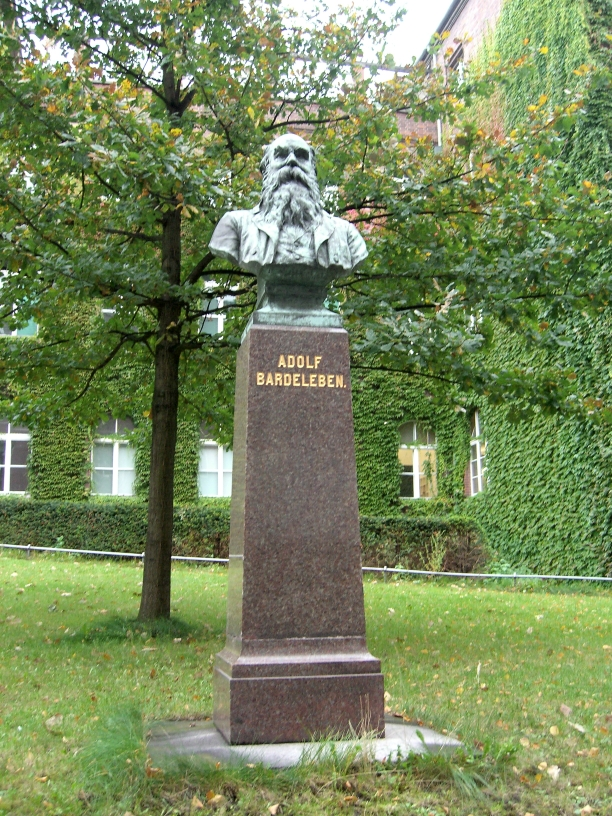
Busto de Heinrich Adolf von Bardeleben
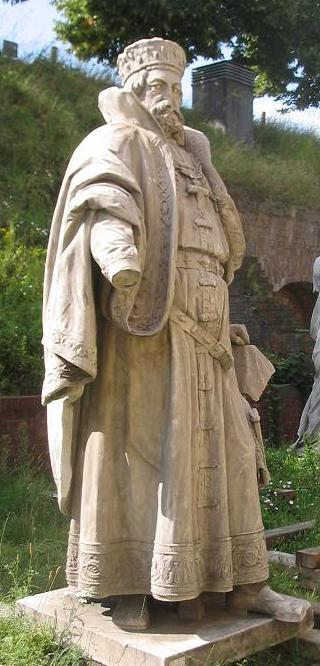
Johann Georg; ahora en la Ciudadela de Spandau
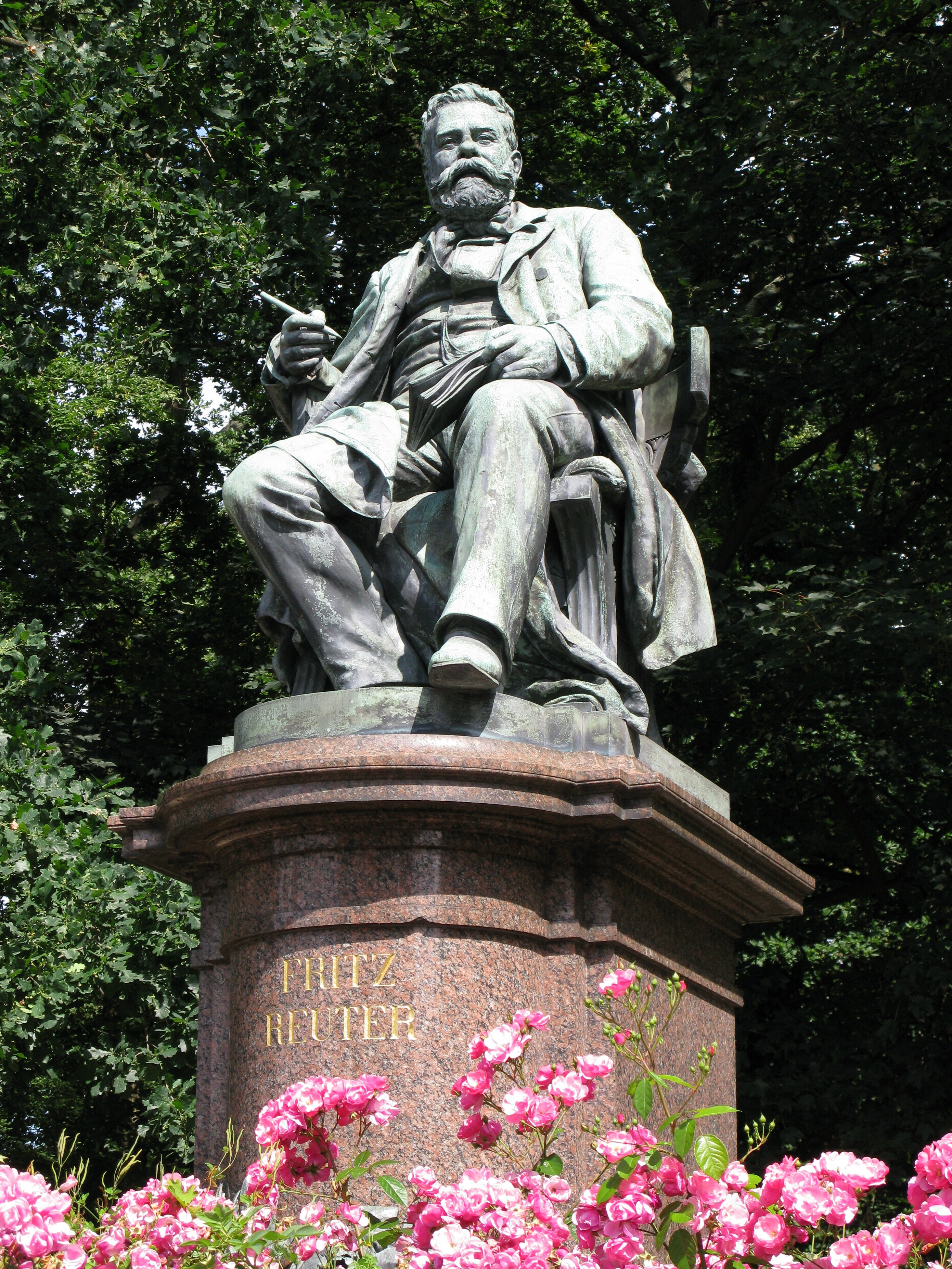
Monumento a Fritz Reutert, Neubrandenburg
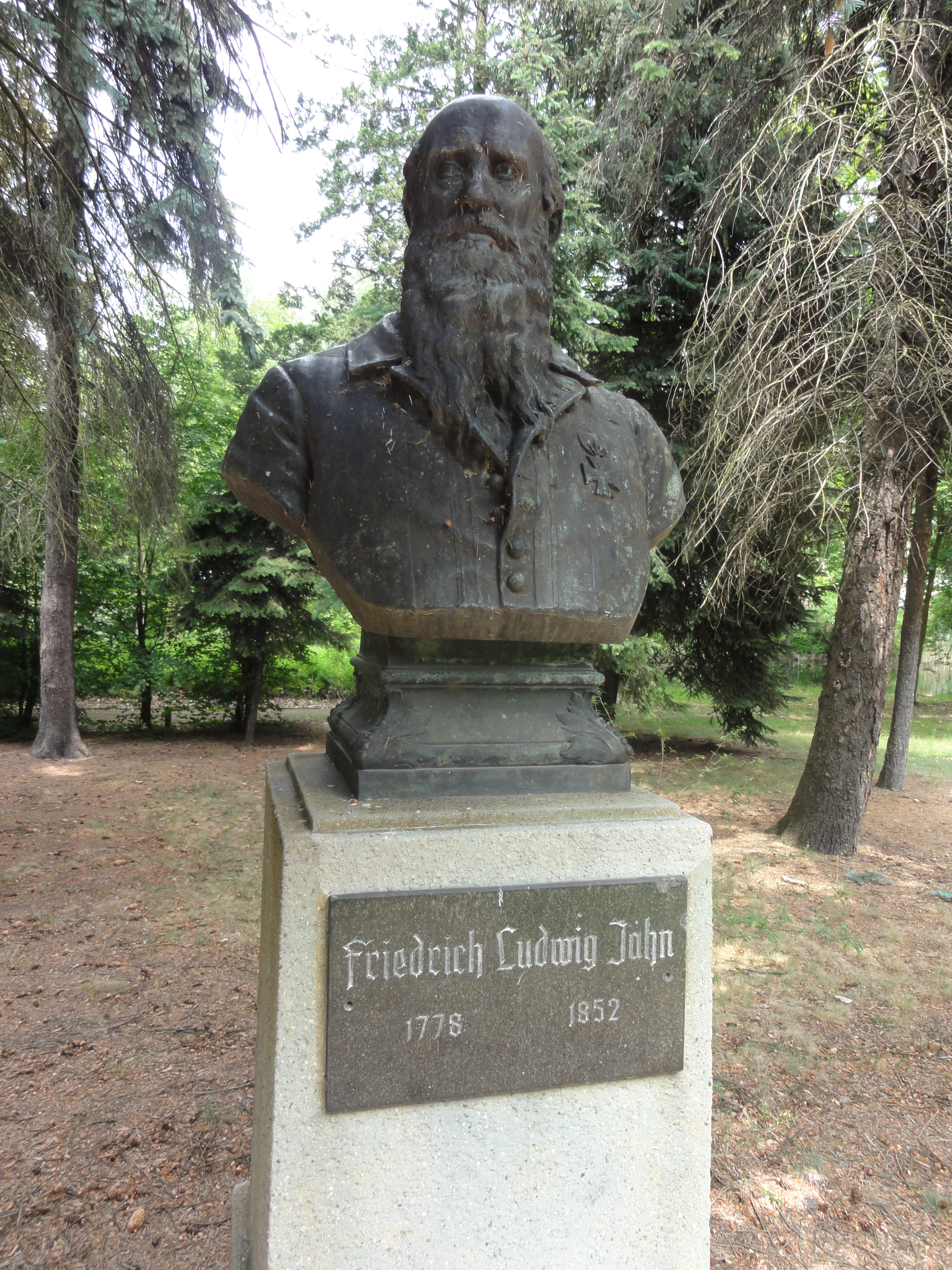
Busto de Friedrich Ludwig Jahn